# Костарев, Николай Григорьевич
Николай Григорьевич Костарев (1820—1880) — пермский предприниматель, педагог и общественный деятель, городской голова в 1875—1876 годах.
Родился (по уточненным данным на основании церковной метрики) 10 (22) декабря 1822 года в селе Новое Усолье Соликамского уезда  в семье приказчика (позднее управляющего Новоусольским соляными промыслами) князей Голицыных  Григория Алексеевича  Костарева  и его жены Александры Дмитриевны, вступивших в брак в 1811 г. Имел не менее 15 братьев и сестер. В 1834 году окончил Пермское уездное училище и в 1840—1860-е гг работал там учителем рисования, также в 1850-е годы работал бухгалтером в Пермской мужской гимназии, дослужился до чина надворного советника. Затем занимался торговлей, был купцом 2-й гильдии.
Костарев был первым казначеем и членом-корреспондентом Пермского дамского попечительства о бедных, открывшегося в 1862 году. В 1868 году он вошёл в состав «Комитета по вопросу об Уральской железной дороге», опубликовал ряд статей о проекте железной дороги в газете «Пермские губернские ведомости». В 1872 году был удостоен звания почётного гражданина города Ирбита. В 1874 году был избран гласным Пермской городской думы. С 1 (13) января 1875 года по 14 (26) декабря 1876 года был пермским городским головой, при этом уделил особое внимание благоустройству города и материальному обеспечению служащих. В 1876 году отказался от должности в связи с болезнью.
Умер 3 (15) мая 1880 года, похоронен в Перми на Старом кладбище.